# Eddie Lacy
Eddie Darwin Lacy Jr.  (nacido el 2 de junio de 1990) es un exjugador profesional de fútbol americano de la National Football League (NFL) que jugó en la posición de running back con los Green Bay Packers y Seattle Seahawks. Jugó a nivel colegial para la universidad de Alabama.

## Carrera profesional

### 2013
Lacy fue seleccionado por los Green Bay Packers en la segunda ronda (61ra selección global) del Draft de la NFL de 2013.
En su temporada de novato, participó en 15 juegos y logró su máximo yardaje por acarreos en su carrera, al alcanzar 1,178 yardas y 11 anotaciones por tierra. Al finalizar la temporada, fue seleccionado como el Novato Ofensivo del Año de la NFL.

### 2014
Durante la temporada del 2014, Lacy reconfirma su titularidad como corredor de los Green Bay Packers jugando durante todos los partidos de la temporada, logrando 1,139 yardas y nueve anotaciones por tierra, además de cuatro recepciones de anotación.

### 2015
En 2015, Lacy se vio afectado por algunas lesiones a lo largo de la temporada. En la Semana 2 ante los Seattle Seahawks salió del encuentro por un golpe en un tobillo. Se perdió el encuentro de la Semana 10 ante los Detroit Lions por una lesión en la ingle sufrida el juego anterior. Finalizó la temporada con 758 yardas y tres anotaciones por tierra, y 20 recepciones.

### 2016
El 11 de octubre de 2016, Lacy se lesionó el tobillo ante los New York Giants, por lo que posteriormente fue incluido en la reserva de lesionados y se perdió el resto de la temporada. En solo cinco juegos, registró 360 yardas por tierra sin anotaciones.

### Seattle Seahawks
El 14 de marzo de 2017, Lacy firmó un contrato de un año y $5.5 millones con los Seattle Seahawks. Sin embargo, tuvo un pobre rendimiento con el equipo, y registró solo 179 yardas por tierra con seis recepciones para 47 yardas.

## Estadísticas generales
|  | Seleccionado al Pro Bowl |

| Año   | Equipo | Juegos | Juegos | Acarreos | Acarreos | Acarreos | Acarreos | Acarreos | Acarreos | Recepciones | Recepciones | Recepciones | Recepciones | Recepciones | Recepciones | Balones sueltos |
| Año   | Equipo | GP     | GS     | Att      | Yds      | Avg      | Long     | TD       | 1D       | Rec         | Yds         | Avg         | Long        | TD          | 1D          | Balones sueltos |
| ----- | ------ | ------ | ------ | -------- | -------- | -------- | -------- | -------- | -------- | ----------- | ----------- | ----------- | ----------- | ----------- | ----------- | --------------- |
| 2013  | GB     | 15     | 15     | 284      | 1,178    | 4.1      | 60       | 11       | 63       | 35          | 257         | 7.3         | 34          | 0           | 12          | 1               |
| 2014  | GB     | 16     | 16     | 246      | 1,139    | 4.6      | 44       | 9        | 60       | 42          | 427         | 10.2        | 67          | 4           | 18          | 3               |
| 2015  | GB     | 15     | 12     | 187      | 758      | 4.1      | 29       | 3        | 39       | 20          | 188         | 9.4         | 28          | 2           | 7           | 4               |
| 2016  | GB     | 5      | 5      | 71       | 360      | 5.1      | 31       | 0        | 15       | 4           | 28          | 7.0         | 17          | 0           | 1           | 0               |
| 2017  | SEA    | 9      | 3      | 69       | 179      | 2.6      | 19       | 0        | 7        | 6           | 47          | 7.8         | 14          | 0           | 2           | 0               |
| Total | Total  | 60     | 51     | 857      | 3,614    | 4.2      | 60       | 23       | 184      | 107         | 947         | 8.9         | 67          | 6           | 40          | 8               |

Fuente: Pro-Football-Reference.com